# JETSTREAM (芸能事務所)
JETSTREAM（ジェットストリーム）は、東京都豊島区に本社を置く芸能プロダクション。

## 概要
2017年に新たに埼玉県朝霞市で合同会社JTS（ジェイティーエス）を設立しWEB動画及びラジオ制作や所属女優のイベントなどをしている。
2019年に東京都渋谷区、2022年に現在地に本社を移転している。
Japan production guild（日本プロダクション協会）加盟プロダクション。

## 所属モデル
- 一条みお
- 冬愛ことね
- 櫻井まみ
- 最上さゆき
- 優木なお
- 春日えな
- よしい美希
- 田所百合
- 愛月セリア
- 桧山ゆかり
- 観月しおり
- 光島遼花
- 桜れん
- 奥菜みさき
- 持田ゆかり
- 姫宮すみれ
- ゆうゆ